# Europees kampioenschap waterpolo vrouwen 2008
Het 12de Europees kampioenschap waterpolo voor vrouwen vond plaats van 5 juli tot 12 juli 2008 in Málaga, Spanje. Acht landenteams namen deel aan het toernooi. Rusland verdedigde met succes de titel en werd voor de tweede maal Europees kampioen. Nederland eindigde net zoals twee jaren terug op de vijfde plaats.

## Voorronde

### Groep A
| Datum  | Tijd  | Land      | Land      | Uitslag | Periode           |
| ------ | ----- | --------- | --------- | ------- | ----------------- |
| 5 juli | 13:30 | Spanje    | Rusland   | 10-9    | (2-3,4-1,1-3,3-2) |
| 5 juli | 15:00 | Nederland | Duitsland | 9-6     | (3-0,2-3,2-2,2-1) |
| 6 juli | 13:30 | Nederland | Spanje    | 10-10   | (5-3,1-3,2-3,2-1) |
| 6 juli | 15:00 | Duitsland | Rusland   | 10-17   | (0-3,4-6,4-2,2-6) |
| 7 juli | 12:00 | Nederland | Rusland   | 7-8     | (2-3,2-1,2-2,1-2) |
| 7 juli | 13:30 | Spanje    | Duitsland | 13-7    | (2-4,4-1,3-0,4-2) |

| Groep A |           |             |             |             |             |            |            |            |        |
| #       | Land      | Wedstrijden | Wedstrijden | Wedstrijden | Wedstrijden | Doelpunten | Doelpunten | Doelpunten | Punten |
| #       | Land      | G           | W           | G           | V           | V          | T          | Saldo      | Punten |
| 1       | Spanje    | 3           | 2           | 1           | 0           | 33         | 26         | +7         | 7      |
| 2       | Rusland   | 3           | 2           | 0           | 1           | 34         | 27         | +7         | 6      |
| 3       | Nederland | 3           | 1           | 1           | 1           | 26         | 24         | +2         | 4      |
| 4       | Duitsland | 3           | 0           | 0           | 3           | 23         | 39         | -16        | 0      |

### Groep B
| Datum  | Tijd  | Land        | Land        | Uitslag | Periode           |
| ------ | ----- | ----------- | ----------- | ------- | ----------------- |
| 5 juli | 12:00 | Italië      | Hongarije   | 4-4     | (0-2,1-1,1-1,2-0) |
| 5 juli | 16:30 | Griekenland | Frankrijk   | 15-2    | (2-0,5-0,3-1,5-1) |
| 6 juli | 12:00 | Italië      | Griekenland | 10-9    | (3-4,1-1,4-1,2-3) |
| 6 juli | 16:30 | Hongarije   | Frankrijk   | 10-5    | (3-1,3-1,2-3,2-0) |
| 7 juli | 15:00 | Frankrijk   | Italië      | 3-18    | (0-6,0-6,2-4,1-2) |
| 7 juli | 16:30 | Griekenland | Hongarije   | 7-7     | (2-0,1-1,3-4,1-2) |

| Groep B |             |             |             |             |             |            |            |            |        |
| #       | Land        | Wedstrijden | Wedstrijden | Wedstrijden | Wedstrijden | Doelpunten | Doelpunten | Doelpunten | Punten |
| #       | Land        | G           | W           | G           | V           | V          | T          | Saldo      | Punten |
| 1       | Italië      | 3           | 2           | 1           | 0           | 32         | 16         | +16        | 7      |
| 2       | Hongarije   | 3           | 1           | 2           | 0           | 21         | 16         | +5         | 5      |
| 3       | Griekenland | 3           | 1           | 1           | 1           | 31         | 19         | +12        | 4      |
| 4       | Frankrijk   | 3           | 0           | 0           | 3           | 10         | 43         | -33        | 0      |

## Kwartfinales
| Datum  | Tijd  | Land      | Land        | Uitslag | Periode           |
| ------ | ----- | --------- | ----------- | ------- | ----------------- |
| 8 juli | 13:30 | Rusland   | Griekenland | 9-7     | (2-1,1-2,3-1,3-3) |
| 8 juli | 15:00 | Nederland | Hongarije   | 7-9     | (1-1,2-4,2-3,2-1) |

## Halve finales
| Datum   | Tijd  | Land      | Land   | Uitslag | Periode           |
| ------- | ----- | --------- | ------ | ------- | ----------------- |
| 10 juli | 19:30 | Hongarije | Spanje | 7-8     | (2-0,2-2,2-2,1-4) |
| 10 juli | 21:00 | Rusland   | Italië | 8-5     | (2-0,0-0,4-3,2-2) |

## Plaatsingsronde

### 7e/8e plaats
| Datum  | Tijd  | Land      | Land      | Uitslag | Periode           |
| ------ | ----- | --------- | --------- | ------- | ----------------- |
| 8 juli | 12:00 | Duitsland | Frankrijk | 8-6     | (2-2,5-0,1-3,0-1) |

### 5e/6e plaats
| Datum   | Tijd  | Land        | Land      | Uitslag | Periode           |
| ------- | ----- | ----------- | --------- | ------- | ----------------- |
| 10 juli | 18:00 | Griekenland | Nederland | 10-11   | (3-3,4-2,1-3,2-3) |

## Troostfinale
| Datum   | Tijd  | Land      | Land   | Uitslag | Periode           |
| ------- | ----- | --------- | ------ | ------- | ----------------- |
| 12 juli | 19:30 | Hongarije | Italië | 9-6     | (1-2,2-2,2-1,4-1) |

## Finale
| Datum   | Tijd  | Land   | Land    | Uitslag | Periode           |
| ------- | ----- | ------ | ------- | ------- | ----------------- |
| 12 juli | 21:00 | Spanje | Rusland | 8-9     | (2-3,1-3,3-2,2-1) |

## Eindrangschikking
| Goud   | Rusland     |
| Zilver | Spanje      |
| Brons  | Hongarije   |
| 4      | Italië      |
| 5      | Nederland   |
| 6      | Griekenland |
| 7      | Duitsland   |
| 8      | Frankrijk   |

| Europees kampioen 2008 · Rusland · 2e titel Selectie: Valentina Vorontsova, Natalia Shepelina, Ekaterina Prokofyeva, Sofia Konukh, Alena Vylegzhanina, Nadezda Glyzina, Ekaterina Pantyulina, Evgenia Soboleva, Oleksandra Karpovich, Olga Belyaeva, Elena Smurova, Olga Turova en Evgeniya Protsenko. · Bondscoach: Alexander Kleymenov. |

Europees kampioenschap waterpolo mannen

1926 · 
1927 · 
1931 · 
1934 · 
1938 · 
1947 · 
1950 · 
1954 · 
1958 · 
1962 · 
1966 · 
1970 · 
1974 · 
1977 · 
1981 · 
1983 · 
1985 · 
1987 · 
1989 · 
1991 · 
1993 · 
1995 · 
1997 · 
1999 · 
2001 · 
2003 · 
2006 · 
2008 · 
2010 · 
2012 · 
2014 · 
2016 · 
2018 · 
2020 · 
2022 · 
2024
Europees kampioenschap waterpolo vrouwen

1985 · 
1987 · 
1989 · 
1991 · 
1993 · 
1995 · 
1997 · 
1999 · 
2001 · 
2003 · 
2006 · 
2008 · 
2010 · 
2012 · 
2014 · 
2016 · 
2018 · 
2020 · 
2022 · 
2024